# Jesper Lindstrøm
Jesper Grænge Lindstrøm (phát âm tiếng Đan Mạch: [ˈle̝nˌstʁɶmˀ]; sinh ngày 29 tháng 2 năm 2000), thường được gọi là Jobbe, là một cầu thủ bóng đá chuyên nghiệp người Đan Mạch hiện thi đấu ở vị trí tiền vệ cho câu lạc bộ Eintracht Frankfurt tại Bundesliga và đội tuyển quốc gia Đan Mạch.

## Thống kê sự nghiệp

### Câu lạc bộ
Tính đến ngày 13 tháng 11 năm 2022
| Club                | Season       | League           | League | League | Cup  | Cup   | Continental | Continental | Other | Other | Total | Total | Total |
| Club                | Season       | Division         | Apps   | Goals  | Apps | Goals | Apps        | Goals       | Apps  | Goals | Apps  | Goals |       |
| ------------------- | ------------ | ---------------- | ------ | ------ | ---- | ----- | ----------- | ----------- | ----- | ----- | ----- | ----- | ----- |
| Brøndby             | 2018–19      | Danish Superliga | 0      | 0      | 1    | 0     | 0           | 0           | —     | —     | 1     | 0     |       |
| Brøndby             | 2019–20      | Danish Superliga | 28     | 3      | 1    | 0     | 4           | 2           | —     | —     | 33    | 5     |       |
| Brøndby             | 2020–21      | Danish Superliga | 29     | 10     | 2    | 0     | —           | —           | —     | —     | 31    | 10    |       |
| Brøndby             | Total        | Total            | 57     | 13     | 4    | 0     | 4           | 2           | —     | —     | 65    | 15    |       |
| Eintracht Frankfurt | 2021–22      | Bundesliga       | 29     | 5      | 1    | 0     | 9           | 0           | —     | —     | 39    | 5     |       |
| Eintracht Frankfurt | 2022–23      | Bundesliga       | 14     | 6      | 1    | 1     | 6           | 1           | 1     | 0     | 22    | 8     |       |
| Eintracht Frankfurt | Total        | Total            | 43     | 11     | 2    | 1     | 15          | 1           | 1     | 0     | 61    | 13    |       |
| Career total        | Career total | Career total     | 100    | 24     | 6    | 1     | 19          | 3           | 1     | 0     | 126   | 28    |       |

1. 1 2  Appearances in UEFA Europa League
2. ↑  Appearances in UEFA Champions League
3. ↑  Appearance in UEFA Super Cup

### Quốc tế
Tính đến ngày 20 tháng 11 năm 2023
| Đội tuyển quốc gia | Năm  | Trận | Bàn |
| ------------------ | ---- | ---- | --- |
| Đan Mạch           | 2020 | 1    | 0   |
| Đan Mạch           | 2021 | 2    | 0   |
| Đan Mạch           | 2022 | 6    | 1   |
| Đan Mạch           | 2023 | 7    | 0   |
| Tổng               | Tổng | 16   | 1   |

Bàn thắng và kết quả của Đan Mạch được để trước.
| # | Ngày                | Địa điểm                                  | Đối thủ | Bàn thắng | Kết quả | Giải đấu |
| - | ------------------- | ----------------------------------------- | ------- | --------- | ------- | -------- |
| 1 | 29 tháng 3 năm 2022 | Sân vận động Parken, Copenhagen, Đan Mạch | Serbia  | 2–0       | 3–0     | Giao hữu |